# Коммюн-нувель-д'Арру
Коммюн-нувель-д'Арру (фр. Commune nouvelle d'Arrou) — муніципалітет у Франції, у регіоні Центр — Долина Луари, департамент Ер і Луар. Коммюн-нувель-д'Арру утворено 1 січня 2017 року шляхом злиття муніципалітетів Арру, Буагассон, Шатійон-ан-Дюнуа, Куртален, Ланже i Сен-Пеллерен. Адміністративним центром муніципалітету є Арру. Населення — 3577 осіб (01.01.2021).